# Слак (приток Курсака)
Слак — река в России, протекает по территории Республики Башкортостан, в Белебеевском и Альшеевском районах. Устье реки находится в 25 км по правому берегу реки Курсак. Длина реки составляет 30 км.

## Данные водного реестра
По данным государственного водного реестра России относится к Камскому бассейновому округу, водохозяйственный участок реки — Дёма от истока до водомерного поста у деревни Бочкарёва, речной подбассейн реки — Белая. Речной бассейн реки — Кама.
Код объекта в государственном водном реестре — 10010201312111100024816.